# エミレーツ・オフィス・タワー
エミレーツ・オフィス・タワーはアラブ首長国連邦のドバイのシェイク・ザーイド・ロードにある54階建ての超高層ビル。高さは354.6m。タワー1、と呼ばれる。1999年11月に完成。

## エミレーツ・タワーズ
エミレーツ・オフィス・タワー(タワー1)の隣に、「ジュメイラ・エミレーツ・タワーズ・ホテル」があり、こちらはタワー2、と言われる。タワー2は、56階建て(309m)で、2000年4月に完成。ホテルの下部フロアは商業施設ともなっている。
タワー1とタワー2をまとめて、エミレーツ・タワーズ(Emirates Towers)と呼ぶ。